# Histoire de Ferrare

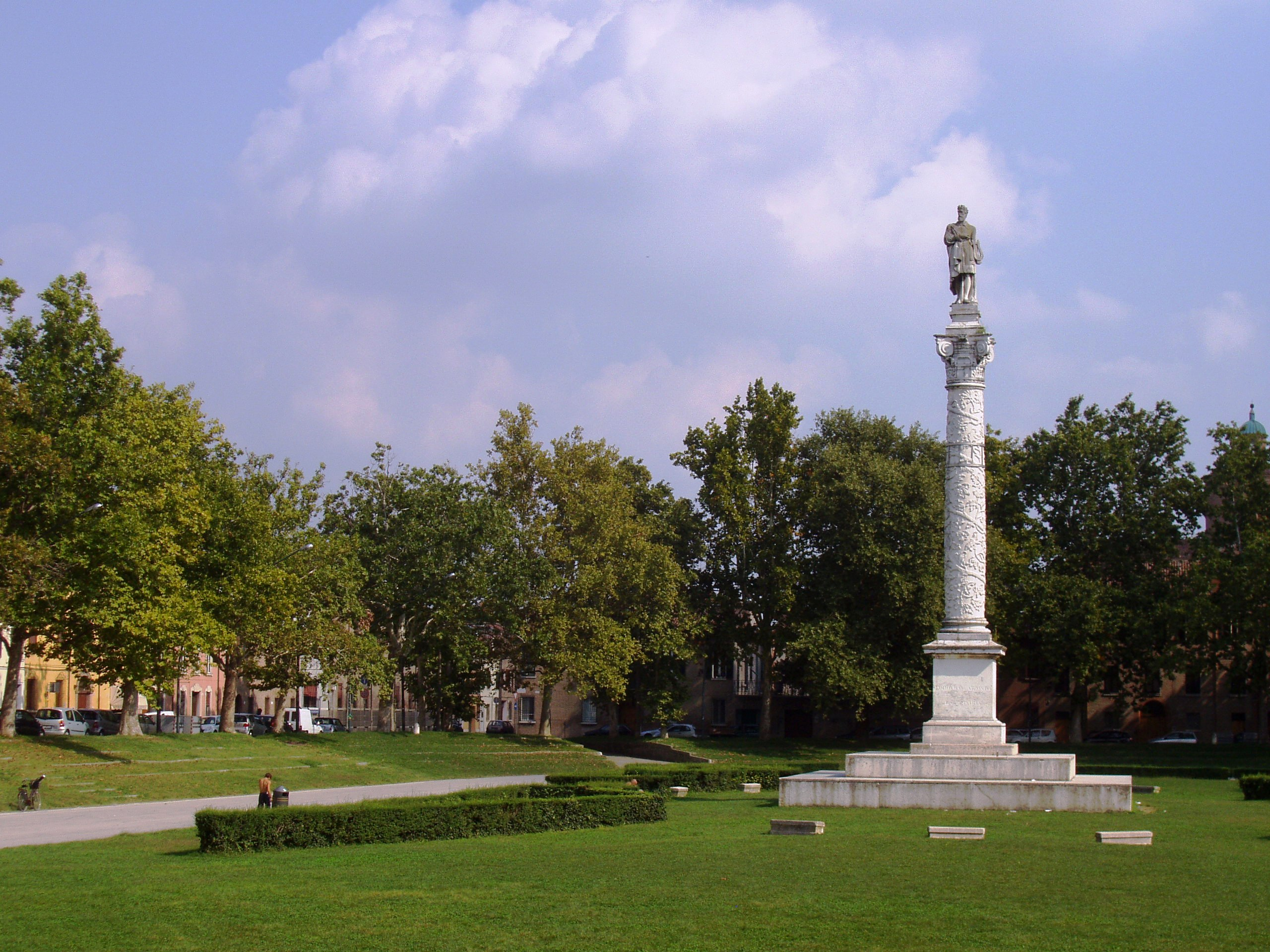
Piazza Ariostea.

L'histoire de Ferrare est moins ancienne que celle des autres grandes cités italiennes, le nom de la ville apparaissant au VIIIe siècle. La ville prend son essor au Moyen Âge. Dirigée par la maison d'Este, Ferrare devient à la Renaissance un des plus importants centres artistiques d'Italie et connaît une grande expansion urbanistique. Dominée ensuite par le Saint-Siège, la ville perd son influence et rejoint l'Italie unifiée en 1860.

## L'emplacement et les origines de la ville

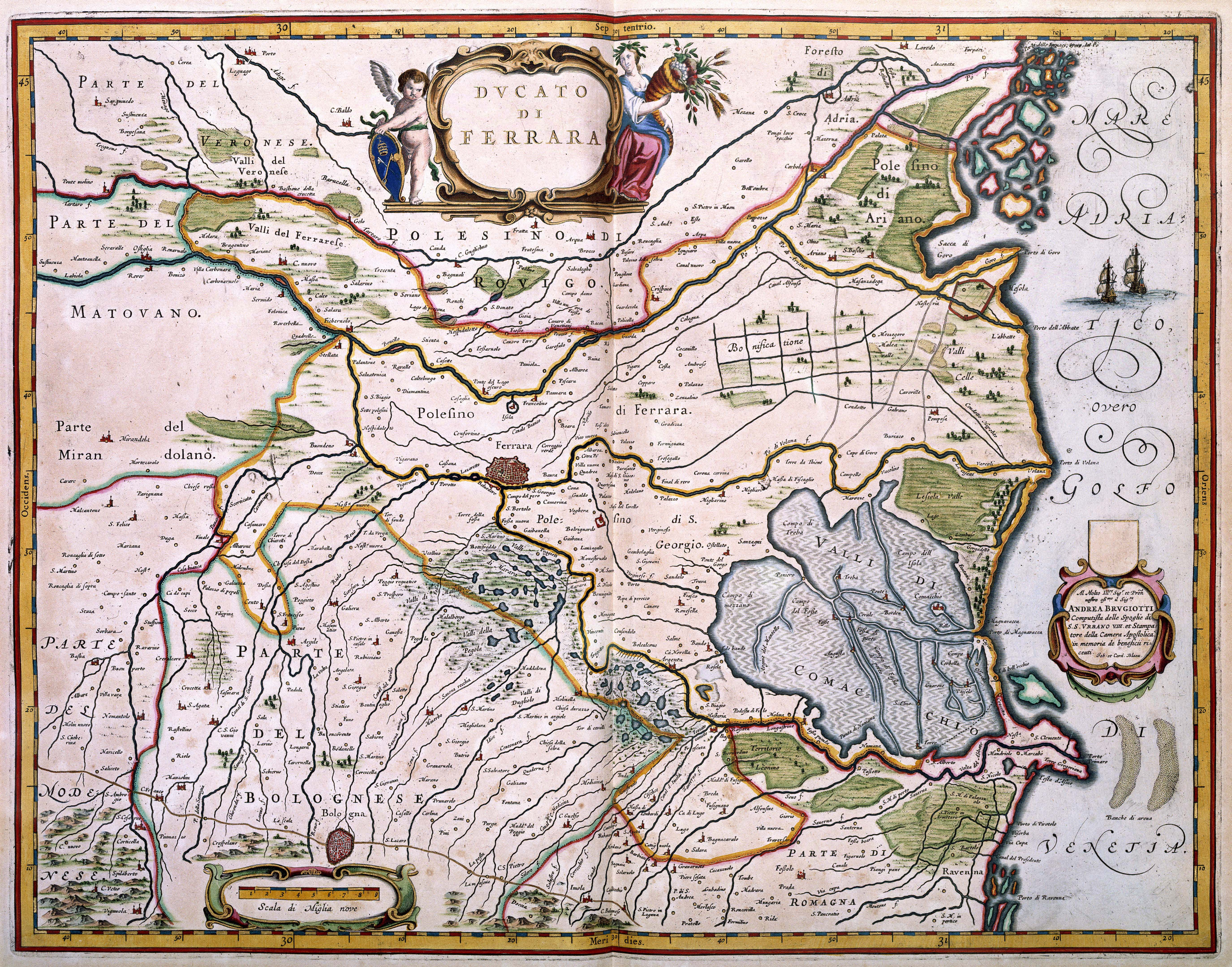
Plan de situation de Ferrare publié en 1640 par Joan Blaeu (1598-1673) et Cornelius Blaeu (1610-1642) dans le troisième tome de leur '. L'original est de Giovanni Antonio Magini (1555-1617).

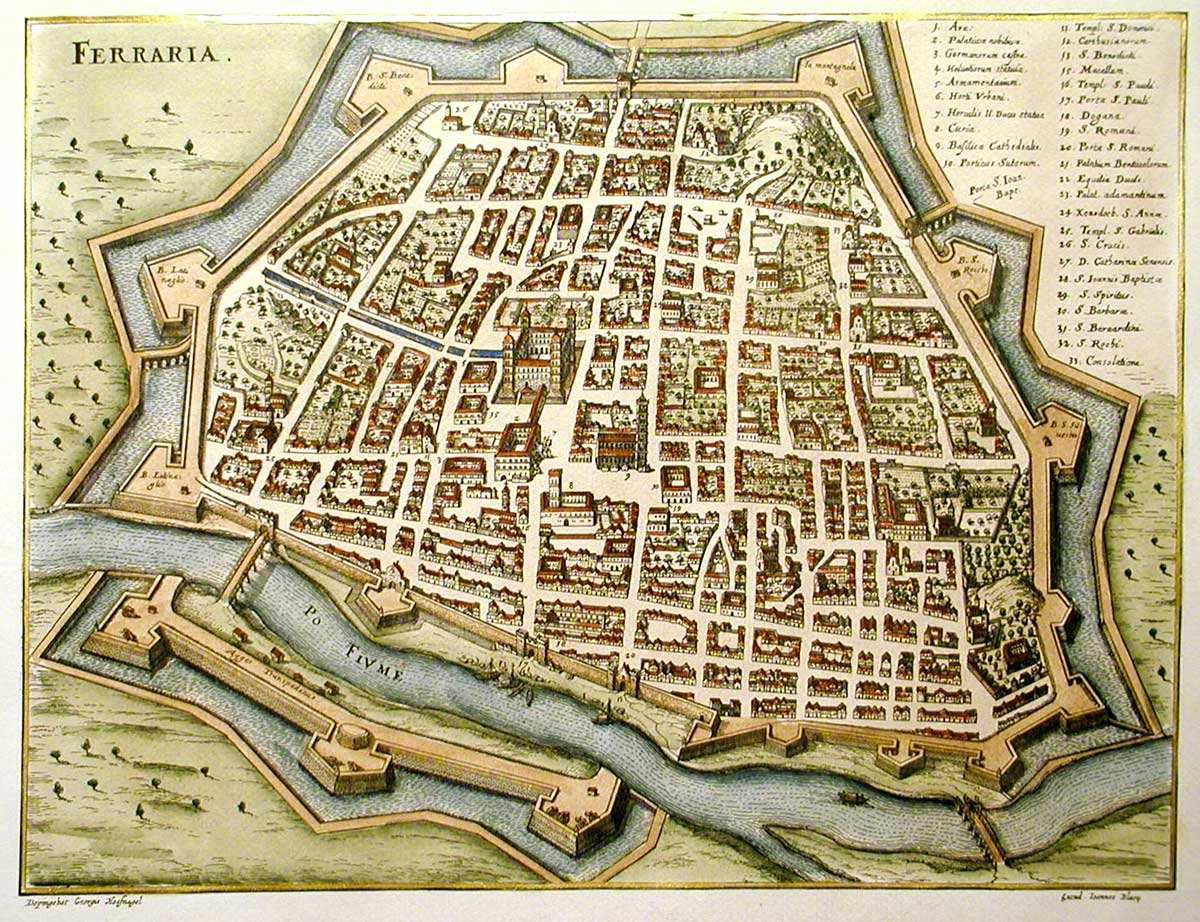
Plan de Ferrare, vers 1600.

La cité de Ferrare est la plus récente des grandes villes italiennes. Des restes de voirie, découverts sous le corso Garibaldi en 1911, se rattachent probablement à la voie romaine Ravenne-Ostiglia, et un pagus romain était installé sur la rive gauche du Pô, à l'emplacement du quartier actuel de Quacchio, mais la ville ne se développa sur son emplacement définitif que sous la période byzantine,.
Ferrare est mentionnée pour la première fois en 756-757, dans le Liber Pontificalis de l'Église de Rome et dans le Codex Carolinus, dans deux passages se référant au même épisode : le Lombard Desiderius ayant promis au pape Étienne II de lui restituer Faenza, Imola, Bagnacavallo, Gavello et le ducatus Ferrariae, le pontife prend à témoin Pépin, roi des Francs. Des rares traces écrites qui subsistent, il semble que ces localités, appartenant initialement à l'exarchat de Ravenne, aient été conquises par le roi lombard Astolphe autour de 750.
Les origines de la ville sont évoquées par trois récits traditionnels.
Une première tradition se réfère à une bulle (apocryphe) de Théodose, indiquant que Ferrare devait être transférée de la rive sud à la rive nord du Pô en 425. Ce texte laisserait supposer qu'un village existait alors à cet emplacement. Reprise au Moyen Âge, cette tradition situe le cœur historique de la cité à proximité de San Giorgio, mais aucune trace archéologique n'est venu le confirmer.
Une seconde tradition, laissée par Boccace et reprise par d'autres auteurs, indique que Ferrare serait la continuatrice du Forum alieni romain, un site vénète imprécisément localisé et mentionné par Tacite.
La troisième tradition, relayée par Flavio Biondo, vers 1450, dans son Italia Illustrata a été abondamment reprise par la suite : Ferrare et Argenta auraient été fortifiées par Smaragdo, exarche de Ravenne, en 604. L'origine byzantine des fortifications a trouvé des correspondances archéologiques dans le quartier San Pietro, avec des fragments de muraille et de porte, soutenus par des fondations sur pieux, avec réemploi d'éléments de voirie, ainsi que des fragments d'amphore d'époque byzantine datées des VIe et VIIe siècles. En 1966, des traces d'habitations sur pilotis, des fragments d'objets en stéatite et d'amphores byzantines ont été découverts dans un jardin de Casa Volta, dans le quartier San Pietro.
Il reste toujours, dans le plan urbain de la Ferrare contemporaine, trace du castrum primitif (castrum Ferrariae) : une empreinte en fer à cheval (l'ancien fossé) entourant une zone légèrement surélevée (la fortification). À l'ouest, le castrum était défendu par un fossé artificiel, dit Fossato dei Buoi (reliant ce qui est aujourd'hui la via Mazzini à l'actuelle via Mayr), qui fut ensuite comblé par le développement du Borgo superiore et la construction de l'église San Gregorio (citée dès 990).
La topographie de l'espace occupé par le castrum donne encore à lire le tracé de six longs pâtés de maisons parallèles. Ces îlots se dotèrent par la suite d'églises dont les dédicaces sont clairement byzantines, voire paléochrétiennes : San Pietro et San Paolo, San Salvatore (citée en 953), Sant'Alessio (plus tardive), San Simone et San Martino.
Le fossé entourant le castrum était alimenté par une dérivation du Pô, et c'est à son embranchement, plus en amont, que fut édifié, à la fin du Xe siècle, un nouveau fort, le castrum Thedaldi. De ce fait, l'ancien castrum sera par la suite désigné, plus spécifiquement, sous le nom de castrum Curialium ou, plus tardivement, castellum Curtisiorum, souvenir de la curie et de la cour ducale primitives.
Le castrum s'élevait donc sur la rive gauche du Pô au moment où le fleuve passait encore à Ferrare, à l'endroit où celui-ci ne présentait alors qu'un lit unique. Mais la véritable fortune de Ferrare tiendra à la naissance d'une nouvelle branche du fleuve, le Pô di Primaro, pointant vers le sud-est et Ravenne, qui la mettra en situation de contrôler à la fois le trafic fluvial Lombardie-Vénétie-Adriatique et celui descendant vers l'Exarchat. Alors qu'elle n'était qu'un poste avancé des Byzantins, Ferrare deviendra alors l'actrice principale de l'histoire du delta du Pô. La création du Primaro, peut-être intentionnelle, entraînera, sur une centaine d'années, le dépérissement de l'ancien cours principal du Pô - le Pô primaro, désormais dit Pô morto di primaro ou Pô antico - la fortune de Ferrare et la décadence de Voghenza, qui se traduit par le transfert du diocèse de la seconde vers la première, Ferrare accueillant son premier évêque vers 827, sur la rive ravennate du Pô, au sanctuaire de San Giorgio.
Face aux Lombards, les Byzantins disposent alors, dans leur projet politique et militaire, d'un établissement religieux et civil sur la rive sud du fleuve (San Giorgio), et d'un fort sur sa rive nord, au point militairement le plus fragile, le lit du Pô étant alors, à cet endroit, occupé par une île (l'île Sant'Antonio) qui en facilitait le franchissement.
Les origines byzantines de Ferrare paraissent donc aujourd'hui solidement établies. Sa fortification intervient probablement vers 584. Après la perte de Monselice, Padoue, Mantoue, Brescello et Crémone (601-603), une nouvelle frontière se dessine et l'Exarchat profite de la trêve de 603-605 pour se fortifier le long du Pô (Samoggia, Ferrara, Argenta). On parle alors de Ferrara ducatus pour évoquer le territoire contrôlé par le castrum byzantin, qui passera comme tel entre les mains des Lombards autour de 950-960. Le Saint-Siège reprendra par la suite possession des domaines ayant appartenu à l'Exarchat, dont Ferrare, qui évolue vers un statut de civitas, puis de comitatus sous les Carolingiens.
Installée presque par accident à la bifurcation Primaro / Volano et rattachée à l'ancien cours du Pô par un établissement déporté à Pontelagoscuro, Ferrare devient, avec ses trois ports, un carrefour entre l'Adriatique, Venise, la Lombardie et Ravenne.

## Ferrare au Moyen Âge

### Ferrare romane

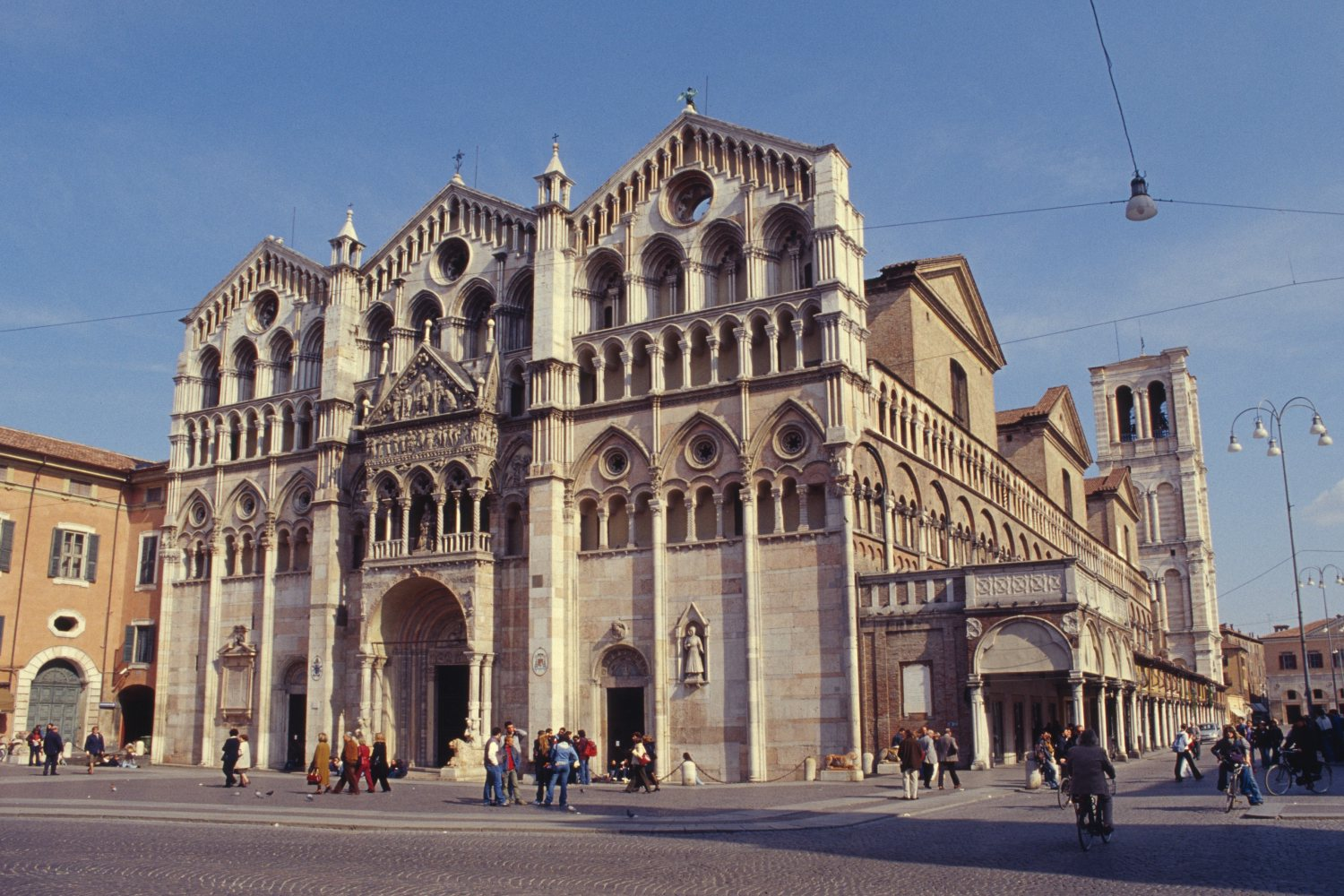
La cathédrale.

Entre le XIe et le XIIe siècle, Ferrare se dote de nombreux monuments et se développe le long du Pô. La via delle Volte court parallèle au fleuve, tandis que la via dei Sabbioni (aujourd'hui via Mazzini) relie directement le castrum à la place principale. En 1135, le siège épiscopal est logé dans la cathédrale, au centre de la ville actuelle. En 1152, un incident hydrographique connu sous le nom de rupture de Ficarolo modifie brutalement le cours du Pô. Le Primaro et le Pô di Volano perdent leur importance et le lit principal se déplace vers le nord, à peu près sur le tracé actuel du fleuve. Le port urbain de Ferrare perd alors toute utilité.
Par la suite, une partie de l'actuelle via Mazzini prend le nom de via Saraceno, en relation, sans doute, avec les joutes " au Sarrasin " qu'y organisait la chevalerie de l'époque. Sur la place, sont édifiés trois monuments qui symbolisent les trois pouvoirs principaux de la ville : la cathédrale (pouvoir spirituel et religieux), le Palazzo comunale o Municipio (pouvoir politique et le Palazzo della Ragione ou tribunal (pouvoir judiciaire).
Devenue indépendante, Ferrare est alors dirigée par les grandes familles de la cité, comme les Adelardi et les Torelli . En 1101, elle est prise d'assaut par la comtesse Mathilde de Canossa.

### De la commune à la seigneurie d'Este
Dans le contexte des luttes entre guelfes (Adelardi et Giocoli) et gibelins (Salinguerra et Dei Torelli) Guillaume II Adelardi, dans le but de pacifier les factions opposées, avait conçu le projet de donner en mariage sa nièce, Marchesella Adelardi, fille de son frère Adelardo et unique héritière de ses biens, à un Dei Torelli. Cependant, après la mort des deux frères, le tuteur ravennate de la jeune fille, Pietro Traversari, ainsi que son oncle Giocolo Giocoli, la promirent en mariage à la famille D'Este, (probablement à Obizzo I). Le mariage ne fut jamais célébré en raison du décès prématuré de la fiancée, mais la famille D'Este n'en hérita pas moins des biens que les Adelardi possédaient à Ferrare.
Après s'être frotté durement, en compagnie d'une alliance guelfe de circonstance, à la faction gibeline emmenée par les familles Salinguerra et Torelli, Azzo Novello est nommé podestat en 1242. L'organisation de la vie municipale, bouleversée par ces luttes intestines, ne survivra pas aux affrontements, cédant progressivement le pas à la seigneurie de la famille d'Este.
Obizzo II, petit-fils du précédent (1247-1293), est ainsi proclamé seigneur de Ferrare en 1264. En 1288, il devient également seigneur de Modène et, l'année suivante, de Reggio d'Émilie. Il périt, probablement de la main de son propre fils Azzo VIII. C'est sous sa férule, puis celle de son frère Fresco, agissant comme régent pour le compte de son fils Foulques, que la famille est chassée de Modène, puis de Reggio et de Ferrare. Elle y est rappelée en 1317 (Aldobrandino II), puis confirmée comme vicaire du pape en 1332, ainsi qu'à Modène (1336).
En avril 1333, Pinalla Aliprandi conduit six cents fantassins à la solde des Visconti pour libérer Ferrare assiégée par le légat du pape Bertrando del Poggetto. Le 14 du mois, avec l'aide de troupes envoyées par Florence, Mantoue et Vérone, il parvient à battre l'armée papale.
Avec Nicolas III (1383-1441) la puissance de la maison s'affirme - après une période de co-régence florentino-vénéto-bolognaise qui confirme ses droits sur le marquisat - à travers la constitution d'un état qui consolide ses acquis. Lui succèdent Alberto V et Nicolas III, Lionel (1441-1450), politicien habile et homme de culture, puis Borso (1450-1471), qui confirment tous deux la politique de rayonnement inaugurée par leur père. En 1452 Borso obtient en outre, de l'empereur Frédéric III, les titres de duc de Modène et Reggio et de comte de Rovigo. Enfin, en 1471, il est fait duc de Ferrare par le pape Paul II.

### La vie au Moyen Âge à Ferrare

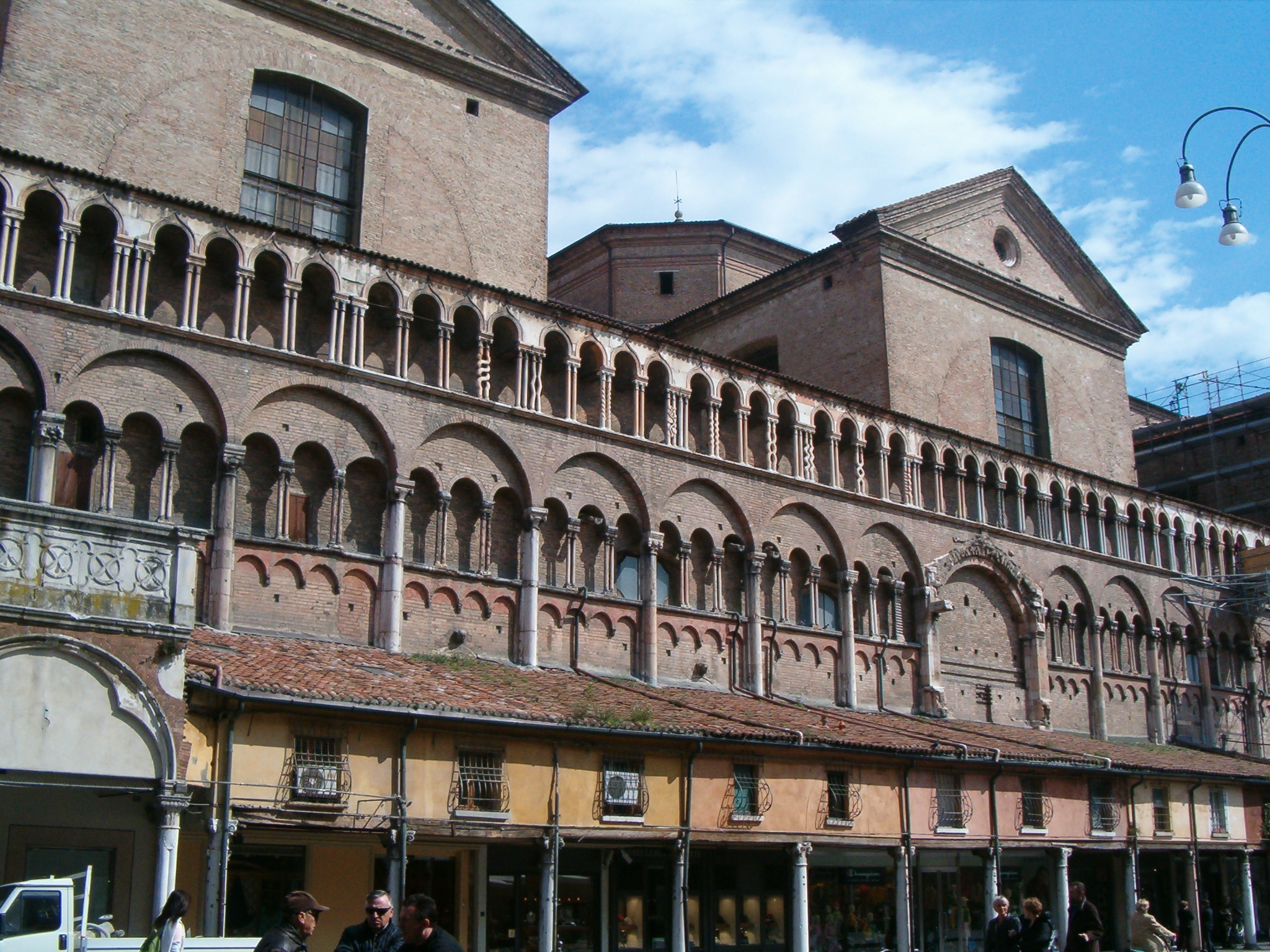
La loggia dei Mercanti sur le flanc de la cathédrale.

Sur la Piazza delle Erbe, à côté de la cathédrale San Giorgio et des autres bâtiments publics, toute personne ayant des marchandises à vendre pouvait s'installer. On y trouvait des produits alimentaires comme les céréales, les légumes secs et frais, les poissons (y compris l'esturgeon alors présent en abondance dans le Pô) et des viandes séchées ou en conserve, des produits d'habillement, vêtements, chaussures et tissus de toutes sortes.
Dans les premiers temps, chaque marchand choisissait librement son emplacement. Avec le passage du temps, cependant, l'organisation du marché devint plus formelle.
- les drapiers s'installèrent dans les boutiques situées sous le Palazzo comunale et leurs tissus bon marché étaient exposés à l'extérieur.
- les primeurs, les marchands de châtaignes et de figues séchées s'installèrent entre le campanile et l'oratoire de San Crispino.

Des règles strictes devaient également être respectées : les étalages devaient laisser aux acheteurs la place de circuler et le marché se tenait le samedi, sauf en cas de festivités, auquel cas, il était anticipé au vendredi.
La place du marché fut de tout temps le lieu de rencontre entre les habitants de la ville et le foyer de tous les désordres. En 1385, le Palazzo comunale fut incendié lors d'une émeute et la famille d'Este, pour parer à toute éventualité, fit édifier un château qui lui permettrait d'exercer, outre un contrôle politique, le contrôle militaire sur la cité.

### Les statuts de la ville
Il reste trace des règlements (statuti cittadini) qui gouvernaient le fonctionnement de la cité de Ferrare.
En 1173, les principaux édits municipaux, alors enregistrés sur des parchemins, sont transcrits sur marbre sous le contrôle d'un notaire pour être affichés sur la façade de la cathédrale. En 1474, des travaux d'embellissement entrepris par Hercule Ier ensevelissent en partie ces instructions. À cette occasion, le souverain encourage, en 1564, la publication des statuts rédigés, en 1547, par l’administration de son frère Borso. Les archives conservent également les statuts de 1287.
Ces textes régissent non seulement la construction, l'usage, le financement et l'entretien des bâtiments, des voies publiques, des équipements et des cours d'eau, mais également le commerce, l'artisanat, l'approvisionnement et l'hygiène. Leur rédaction et leur application sont confiées, aux XIIIe siècle et XIVe siècle, aux institutions municipales, impliquant, à partir d'une impulsion réglementaire venant du podestat, une forte participation des citoyens, aussi bien au niveau du financement que de la mise en œuvre ou du contrôle, et relayée dans les quartiers par des responsables désignés (massari).
À partir du XVe siècle, la montée en puissance du pouvoir ducal se traduit par le transfert de ces responsabilités vers une administration centrale composée de deux bureaux spécialisés : le bureau des berges (ufficio degli Argini), le bureau des « munitions » (ufficio alle Munizioni) et/ou celui des juges aux approvisionnements (giudici alle Vettovaglie). Les statuts de 1287 indiquent que les compétences en matière d'urbanisme relèvent du podestat, magistrat le plus souvent étranger à la ville et aux intérêts de ses particuliers, censé être garant de l'intérêt collectif contre les intérêts privés. Ceux de 1547 les attribuent au souverain, dont l'objectif affirmé est le décorum de la cité et le rayonnement de l'image de la famille régnante. Dans le passage de l'un à l'autre, les règlements deviennent des productions bureaucratiques, dont le contenu est connu de l'administration ducale, sans souci de diffusion auprès de la population.
Dans les deux cas, l'urbanisme ferrarais se résume à deux principes simples : les espaces publics doivent rester libres, dégagés, propres, disponibles et ouverts ; les espaces privés doivent en revanche rester fermés, invisibles et inaccessibles au public. Une fois ces derniers soustraits à l'usage et à la vue des citoyens, les statuts ne s'attardent pas à les réglementer, sauf pour ce qui concerne leurs relations avec les espaces publics (porches, fenêtres, balcons, portiques, façades sur rue, écoulements, déchets).
Une bonne partie de la réglementation porte sur l'urbanisme (30 % des 851 édits recensés dans les statuts de 1287), avec un tropisme marqué pour les espaces centraux (places de marché, place de la cathédrale, place du gouvernement) et les cours d'eau, le financement de l'entretien et des nouveaux projets, la prévention des litiges, l'hygiène et l'approvisionnement de la cité.

## Ferrare à la Renaissance

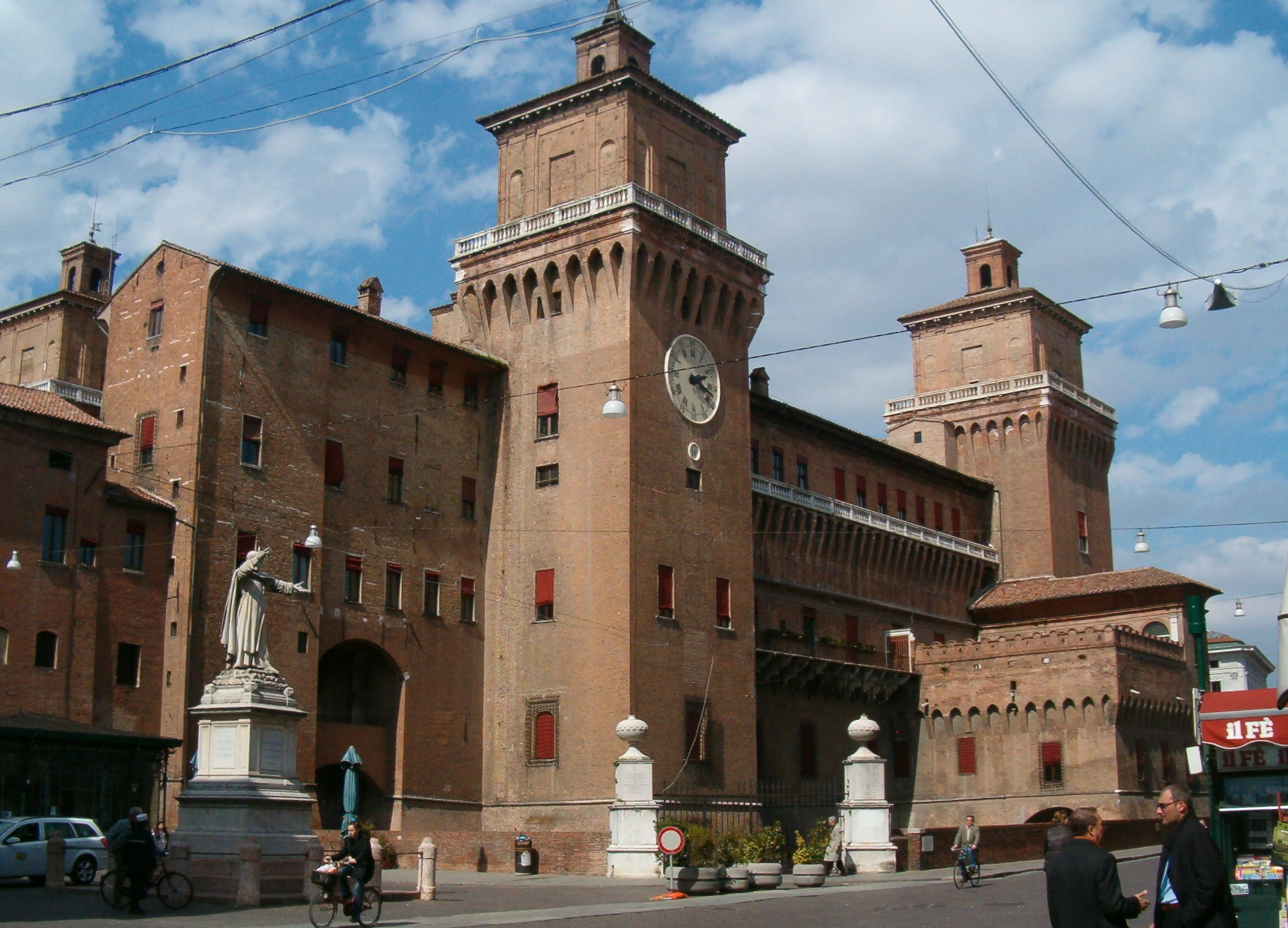
Le Castello Estense.

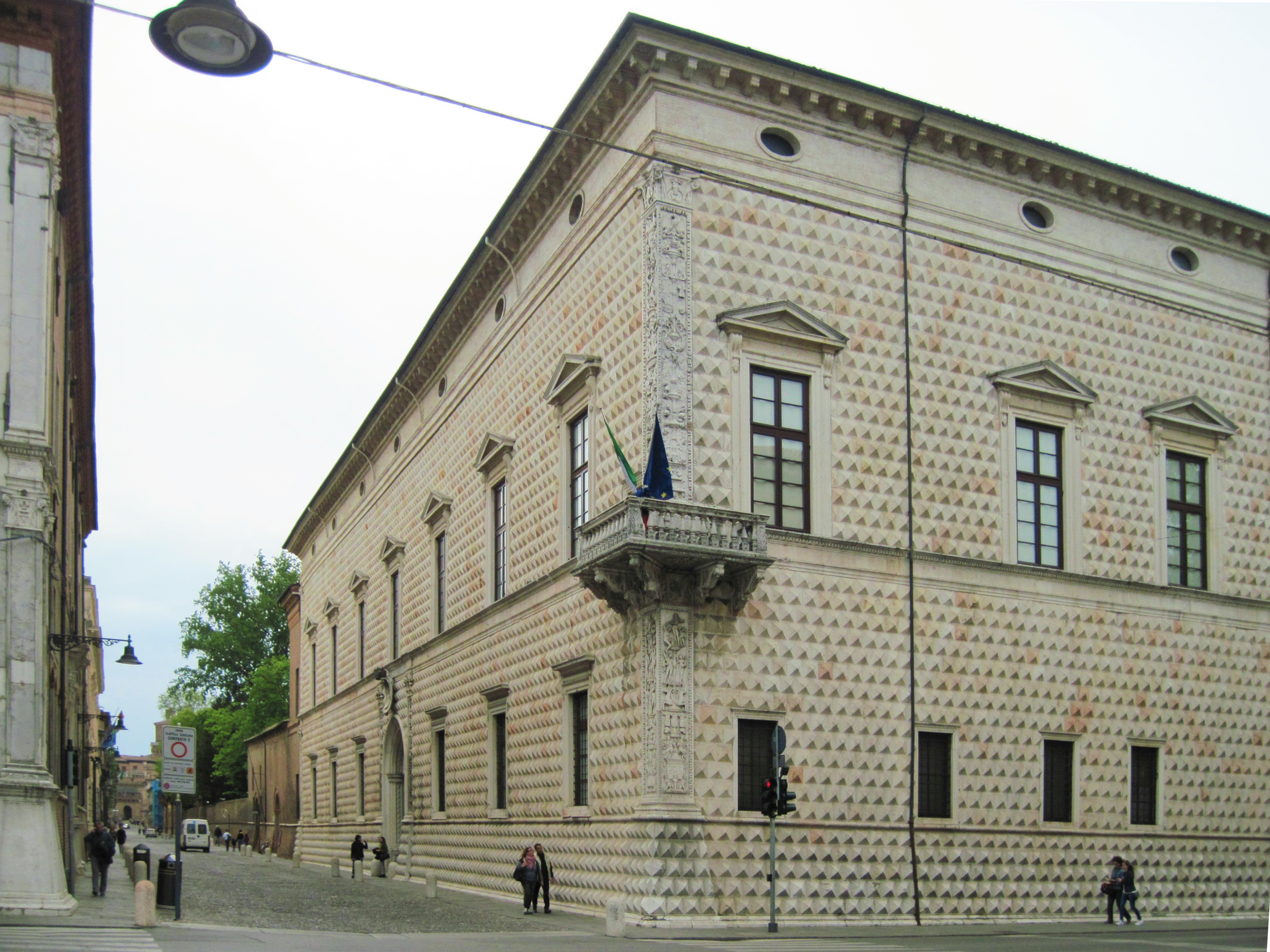
Le Palazzo dei Diamanti, sur l'addizione erculea.

### Le rayonnement culturel de Ferrare sous la maison d'Este
La maison d'Este transforme Ferrare pour en faire la capitale d'un petit état régional au fort rayonnement culturel. Issus d'une famille qui possède de vastes domaines campagnards et citadins, ils tirent leurs revenus de l'agriculture et de condotte, plutôt que des affaires et du commerce. L'âge d'or de la cité se situe dans la deuxième moitié du XVe siècle, lorsque la cour ducale accueille des personnages comme Piero della Francesca, Pisanello, Leon Battista Alberti, Andrea Mantegna, Rogier van der Weyden, etc. Se développe alors une école de peinture (l'école de Ferrare), avec des maîtres comme Cosmè Tura, Ercole de' Roberti et Francesco del Cossa (l'atelier de Ferrare).
En 1438, Nicolas III (1393-1441) accueille le concile réuni par le pape Eugène IV, et son fils Borso reçoit, de l'empereur Frédéric III, les fiefs de Modène et de Reggio, pour en devenir duc en 1452. En 1471, il est nommé duc de Ferrare par le pape Paul II.

### HerculeIeret la guerre de Ferrare
Le successeur de Borso, Hercule Ier (1471-1505) entre en guerre avec Venise. Fils légitime contrairement à ses deux prédécesseurs et demi-frères, il est, lui aussi, l'artisan du développement des possessions de la famille d'Este, dont il encourage le commerce et le rayonnement culturel. Il doit également déployer des trésors d'ingéniosité pour se dépêtrer du chaos créé, dans la péninsule, par les stratégies italiennes du roi de France Charles VIII.
De 1482 à 1484, la guerre de Ferrare menace gravement la maison d'Este. En 1482, Girolamo Riario, neveu du pape Sixte IV et seigneur d'Imola et de Forlì, à la recherche d'une expansion territoriale, parvient à convaincre Venise de s'attaquer à la maison d'Este qui, rompant le monopole du sel accordé à la Sérénissime, a commencé à en produire à Comacchio. Malgré les revers militaires subis par le camp ferrarais, la paix de Bagnolo, qui met fin au conflit le 7 août 1484, n'entérinera pas les changements souhaités par le pape et son neveu. Hercule D'Este doit céder le territoire de Rovigo, perdu au début du conflit, mais évite l'annexion de Ferrare aux États pontificaux.
En 1492 est entreprise la plus importante opération de développement urbain de l'époque, l'addizione Erculea conçue par Biagio Rossetti. La ville est étendue vers le nord selon un dessin rationnel des rues et des bâtiments, l'un des premiers grands projets d'urbanisme à voir le jour dans une ville européenne. Au XVIe siècle, vivent et travaillent à Ferrare de nombreux artistes (Dosso Dossi, Titien, Giovanni Bellini, Benvenuto Tisi da Garofalo), des intellectuels (Ludovico Ariosto, Torquato Tasso), et des scientifiques, comme Copernic et Paracelse.

### Ferrare auXVIesiècle
Lui succède Alphonse Ier (1505-1534), amant des arts et des lettres. En 1509 Alphonse, époux de Lucrèce Borgia, est excommunié par le pape Jules II. En 1512, il se heurte à l'armée pontificale en entreprenant de conquérir Ravenne. Il parvient pourtant à rétablir les relations avec les États pontificaux.
Il perd Carpi, Mirandola, Modène et Reggio et regagne ces deux dernières avant de laisser la place à Hercule II (1534-1559). Le mariage de ce dernier avec la fille du roi Louis XII (Renée de France) lui confère à la fois des possessions françaises et de nouvelles attaches politiques et familiales, introduisant, avec l'entourage de la nouvelle venue, un calvinisme militant et incommode à l'intérieur du duché.
Sous son fils Alphonse II d'Este (duc de 1559 à 1597), marié à Barbara, sœur de l'empereur Maximilien II, la vie de cour est portée au plus haut niveau, mais à sa mort, il reste sans descendance malgré trois prestigieux mariages. En l'absence de descendant mâle, Ferrare est déclaré fief vacant par le pape Clément VIII. S'ouvre alors une crise dynastique qui se termine quand l'héritier qu'il a désigné par testament, César (1597-1628), confirmé par l'Empereur mais déchu par le pape, renonce au duché de Ferrare (1598).

### Rôle des épouses des souverains
Alors que dans de nombreux États italiens, les épouses des souverains ont un rôle souvent limité, la cour de Ferrare, où fut élevée Isabelle d'Este, octroie à la femme un rôle non négligeable dans les décisions politiques et artistiques. Éléonore d'Aragon y dirige les affaires d'État quand son époux s'absente pour remplir ses devoirs de condottiere et Lucrèce Borgia, épouse d'Alphonse d'Este, préside un cercle artistique et littéraire éblouissant.

### La vie à Ferrare à la Renaissance
La magnificence de la cour des Este ne doit pas faire oublier la cohorte des disparus et les sacrifices demandés à la population par le biais d'une fiscalité inique. Tous les produits venus sur les marchés ou fabriqués dans le duché sont en effet lourdement taxés. La misère et la famine frappent toutes les couches de la population, qu'elle soit urbaine ou rurale.

## Le passage aux États de l'Église

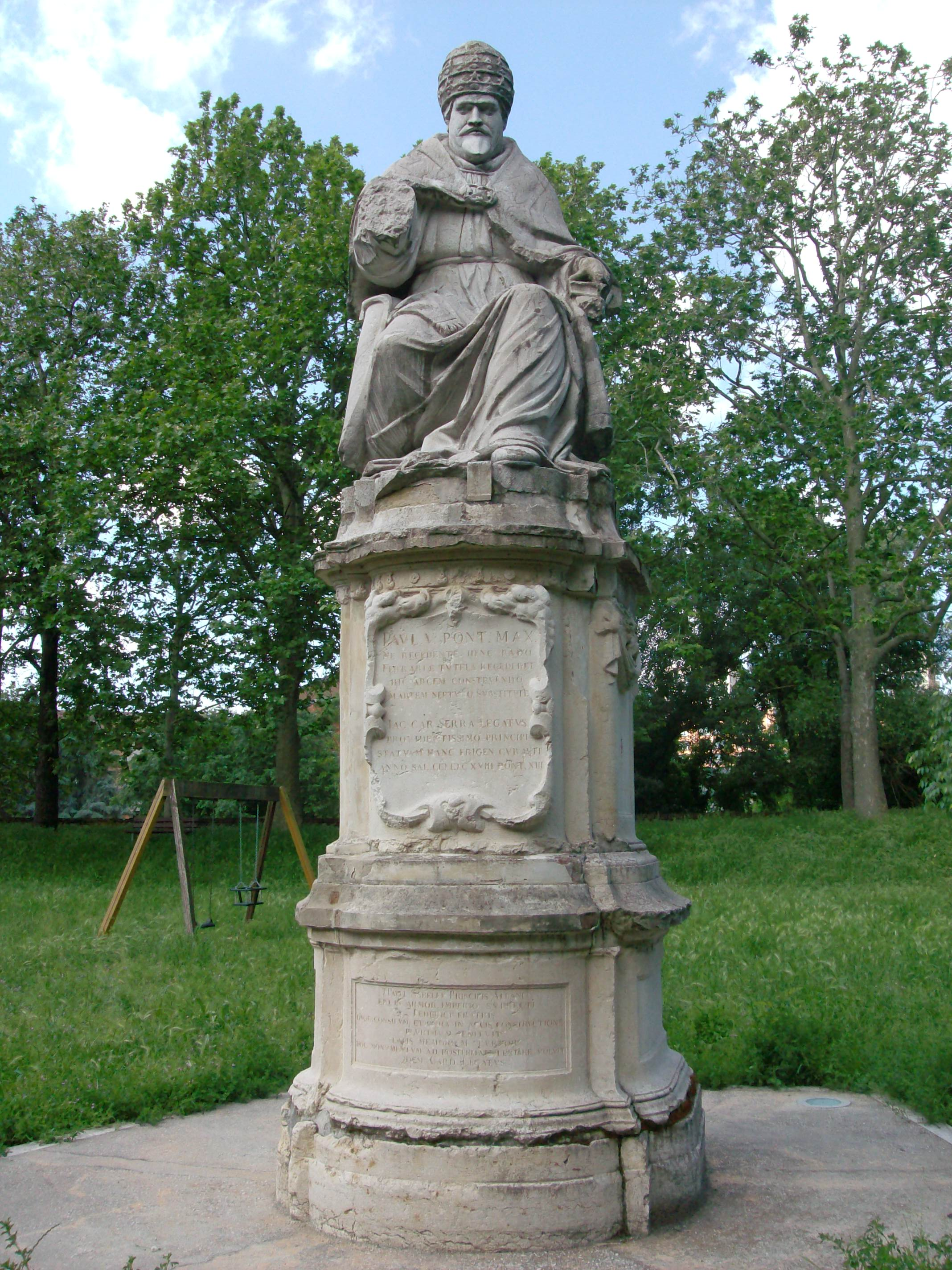
Statue du pape Paul V entre les remparts San Paolo et Santa Maria.

Tombée sous le contrôle politique et administratif direct du Saint-Siège lors de la Dévolution de 1598, Ferrare restera sous le contrôle du Saint-Siège, à l'exception de la parenthèse napoléonienne, jusqu'en 1859, quand la ville est annexée au royaume de Sardaigne. La dévolution marque une période de déclin économique et culturel pour la ville.
La famille d'Este, difficilement repliée sur le duché de Modène, tente de reconquérir sa capitale en se mêlant aux intrigues de la politique européenne. Les ducs suivants - tous dits de Modène et Reggio - Alphonse III (duc de 1628 à son abdication en 1629), François I (de 1629 à sa mort, de la malaria, en 1658), Alphonse IV (de 1658 à sa mort prématurée, à l'âge de 28 ans, en 1662), François II (de la mort de son père en 1662 jusqu'à la sienne en 1694) et son oncle Renaud III (le cardinal Rinaldo d'Este, de 1694 à sa mort en 1737) finissent par y perdre aussi Comacchio, en y gagnant Correggio et le petit duché de Mirandola.
Aux XVIIe et XVIIIe siècles, l'activité culturelle devient plus provinciale, mais la ville conserve une université, un musée numismatique et un autre de sciences naturelles, un jardin botanique, de nombreuses collections de peintures, des livres et des objets scientifiques.
Dans les deux dernières décennies du XVIIIe siècle, il y avait à Ferrare 22 paroisses, 465 prêtres, 123 églises, 60 couvents. L'archevêque était le cardinal Alessandro Mattei (un aristocrate romain), qui exerçait un contrôle absolu sur tout l'ancien duché de Ferrare. Comme dans de nombreux territoires extérieurs aux États de l'Église, il n'y avait pas d'état civil, et tous les actes étaient enregistrés dans les paroisses où étaient célébrés les baptêmes, les mariages et les enterrements. L'université était présidée par l'archevêque, qui procédait à la remise des diplômes. Pour être admis aux examens, les étudiants étaient invités à observer une pratique religieuse (aller à la messe, recevoir la communion, se confesser, etc). Les Juifs ne pouvaient pas fréquenter l'université et étaient privés de droits civils (ils étaient environ 2 000 à résider à Ferrare ou dans ses environs).

## De la République cispadane au royaume d'Italie
Le 22 juin 1796, Ferrare jure fidélité à la République française et s'unit à la République cispadane (devenue par la suite République cisalpine).
Le 23 juin, les soldats français prennent possession de Ferrare et, le 24, les biens de l'Église sont confisqués et un pesant impôt de guerre est levé. Les commissaires français de la République mettent la main sur les collections d'œuvres d'art, les livres et les objets scientifiques qu'ils expédient en France.
À la chute de l'Empire, la ville passe aux Autrichiens (1799-1901), devient le chef-lieu du département du Pô inférieur du royaume d'Italie (jusqu'en 1814), pour être restitué à l'Église en 1815. Associée aux mouvements de 1831, elle est à nouveau occupée par les Autrichiens de 1847 à 1859, et finit réunie au royaume d'Italie à l'issue du plébiscite de 1860.

## Évolutions urbaines

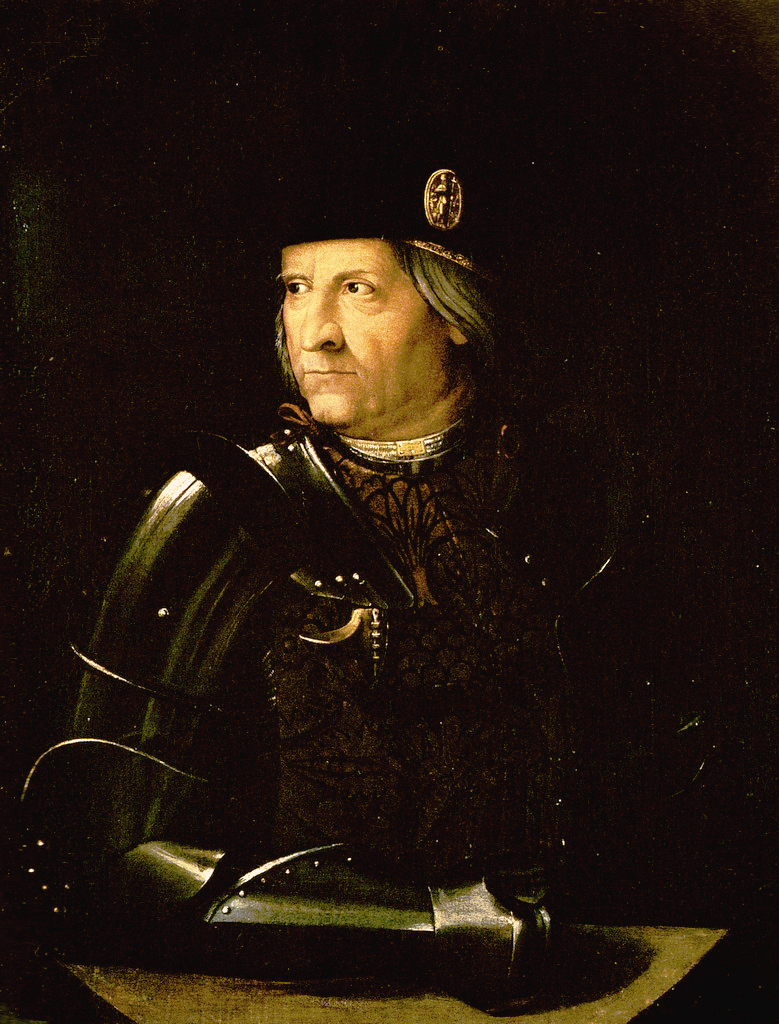
Hercule Ier d'Este, duc de Ferrare et initiateur du projet d'agrandissement urbain connu sous le nom dAddizione Erculea.

### Ferrare au Moyen Âge
Jusqu'à la fin du XVe siècle, Ferrare reste un bourg médiéval sans structure claire, étalé le long de la rive nord du Pô, alternant des habitats rudimentaires, des églises et des couvents entourés d'exploitations agricoles. La ville médiévale s'est développée d'ouest en est, d'où son nom de città lineare, s'étendant de la Porta di Sotto à l'église de Santa-Agatha, et en largeur de la Porta di Sotto à la Porta dei Leoni, avec deux châteaux, le Castel Tedaldo et le Castel Novo. Après le tremblement de terre de 1177, l'ancienne cathédrale, située de l'autre côté du fleuve, est déplacée et installée au centre de la ville. La destruction du mur d'enceinte permet la création d'un nouveau quartier au nord de la cathédrale où les notables se font construire des palais, réalisant ainsi la première Addizione de Ferrare.
Le Palazzo Estense, appelé aussi Palazzo del Corte ou Corte, et finalement Palazzo ducale, est édifié en 1242 par Azzo Novello à l'extrémité de la place de la cathédrale à laquelle il fait face. Le reste de la place est bordé d'un côté par le flanc sud de la cathédrale et de l'autre par des bâtiments communaux comme le palazzo della Ragione, le palais de justice, construit au XIVe siècle, la prison et l'église San Romano . 

### Premiers embellissements urbains
En 1372, Nicolas II, fort de sa récente investiture comme vicaire perpétuel du pape à Ferrare, engage un programme d'urbanisation dans la zone de Borgo nuovo. En 1375, les seigneurs de Ferrare font restructurer leur palais. En 1379, à proximité de la porta San Paolo, ils construisent une nouvelle douane au bord du Pô, font restaurer une des tours du palazzo della Ragione. En 1385, Nicolas II décide de construire le château Saint-Michel, forteresse qui enjambe la vielle enceinte et prolonge la ville au nord. L'année suivante, il agrandit sa ville par une nouvelle Addizione grâce à la rectification de l'enceinte déplacée au nord du château. Elle permet d'incorporer tout un quartier centré autour de l'église franciscaine de San Francesco. De 1385 à 1391, sont édifiées trois résidences nobiliaires, les delizie estensi (Belfiore, Paradiso et Schifanoia). La place communale est pavée et le Castelvecchio est édifié en 1385, surmonté de bouches à feu dirigées vers la ville. Le successeur de Nicolas, Alberto V d’Este, supervise l'ouverture de l'université de Ferrare (1391) ainsi que l'érection, sur la façade de la cathédrale, d'une statue du duc en habit de pèlerin.
Ces travaux et embellissements, qui matérialisent pour la population la férule de la maison d'Este, répondent aussi à l'idée de « bon gouvernement » en cours à l'époque et qui veut, comme le dit Pétrarque, que « les citoyens se plaisent à l'aspect de leur cité telle qu'elle est embellie, et que les étrangers qui y mettent le pied s'aperçoivent qu'ils ont pénétré dans une ville, et non dans une cour de ferme ». Cette vision du « prince architecte » ouvre la voie aux entreprises urbaines du XVe siècle, de Nicolas III (1393-1440), à Borso (1450-1471), en passant par Lionel (1440-1450) : embellissement des espaces publics et des palais ducaux, érection de nouveaux palais, agrandissement de l'enceinte fortifiée et lotissement organisé des espaces ainsi annexés.
Sous Lionel, l'embellissement urbain se poursuit : édification de la nouvelle delizia de Belriguardo (1436-1439) à l'imitation de l'antique, agrandissement et rénovation du palais de Belfiore, inauguration de l'église et du monastère de Santa Maria degli Angeli, voulu par Nicolas III pour servir de nécropole à la maison d'Este, érection d'une chartreuse-mausolée destinée à Borso (1452). Dans le même temps, le centre urbain est transformé, ainsi que les lieux du pouvoir : Paradiso, Schifanoia, palazzo di piazza, dont la décoration amène en ville des artistes du calibre de Pisanello et Mantegna. Des palais destinés aux proches de la cour sont édifiés, et parfois même subventionnés.
Enfin, de 1451 à 1466, Borso d'Este, reprenant un projet imaginé par Lionel et retardé par les vicissitudes du chantier, étend la ville vers le sud en urbanisant et fortifiant le Polesine di Sant’Antonio. Il s'agit de profiter de la déshérence de la branche du fleuve dite Pô morto antico, pour combler/enterrer le bras qui sépare l'île Sant'Antonio de la terre ferme et étendre ainsi la ville sur le terrain remblayé, bientôt connecté au vieux centre urbains par quelques percées et donnant naissance à la via della Ghiara. Ce nouveau quartier, l'Addizione di Borso, est voué à accueillir des demeures modestes; le prince y cède gratuitement les lots de terrain.

### L'Addizione Ercolea
Mais la grande « addition » est celle d'Hercule I (1431-1505), dont elle porte le nom (l'Addizione Ercolea). La guerre qui a opposé Ferrare à Venise en 1482-1484 a démontré l'insuffisance de ses fortifications inadaptées aux nouvelles techniques de siège. En 1483, les armées vénitiennes ont ainsi investi les faubourgs de la ville. L'extension est avant tout défensive, en réaction contre l'expansion vénitienne. En 1491, une nouvelle enceinte est construite. Cette Addizione répond aussi à la croissance démographique souhaitée par le duc pour faire de Ferrare une grande ville. Des juifs chassés d'Espagne sont venus s'installer dans le nouveau quartier sous la protection ducale.  
Il s'agit, au départ, d'agrandir et d'aménager — au grand dam des Ferrarais qui possèdent les terrains attenants — le Barco del Duca (le parc du duc). Le 25 août 1492, à peine revenu d'un grand tour des principales cités italiennes et d'un séjour en Lombardie, Hercule présente officiellement son projet d'agrandissement. Un fossé de 6 kilomètres de long et de 30 mètres de large est alors creusé pour délimiter le périmètre, qui englobe les édifices les plus récemment construits (Belfiore, Santa Maria degli Angeli, la chartreuse et l'hôpital Sant’Anna), ajoutant ainsi 250 hectares à une cité qui en faisait alors à peine 180, permettant ainsi d'accueillir l'essor urbain jusqu'au XXe siècle. Les Vénitiens s'émeuvent du volet militaire de l'entreprise. Mais les travaux d'aménagement urbain les rassurent en partie, même si la ville se dote à l'occasion d'un système de défense complet, avec - fin 1507, sous Alphonse Ier - une muraille continue agrémentée de bastions, de portes et de pont-levis. En mai 1493, les travaux s'accélèrent à l'approche de la venue du futur duc de Milan, Ludovic Sforza. En avril 1495, les travaux de fortifications de la nouvelle enceinte sont suffisamment avancés pour que l'ancien fossé (la future Giovecca) soit comblé et que des brèches soient ouvertes dans l'ancien rempart médiéval, mettant ainsi en communication l'extension et la ville originelle. Enfin, en août 1499, l'ancienne fortification devenue intérieure est totalement démantelée et la jonction entre le vieux Ferrare et la Teranova est réalisée.
Hercule, pour qui ce chantier titanesque tourne à l’obsession et qui y consacre le plus clair de son temps et de son énergie, a confié l'intégration urbaine de la campagne ainsi enclose à l'architecte Biagio Rossetti, élève d'Antonio Brasavola, celui-là même qui avait conduit les travaux commandés par Borso. Le duc de Ferrare demeure le seul promoteur de cette opération urbanistique sans précédent. Même en pleine campagne militaire, il trouve le temps d'envoyer des dessins avec ses instructions à son architecte. Il a la réputation d'être un expert en matière d'architecture. Alors qu'il sert Florence comme condottiere en 1479, il partage des discussions savantes avec son compagnon d'armes Federico da Montefeltro et Laurent de Médicis, En 1484, il emprunte une copie de De Re Aedificatoria d'Alberti à ce dernier. Il a beaucoup voyagé dans sa jeunesse à Naples, Bologne, Venise, Florence, Sienne, Pienza, Orvieto et Rome, où il a partout visité les églises et les palais; Il connait donc les réalisations des grands architectes de son temps comme Alberti et Brunelleschi. Toutes ses connaissances lui inspirent les projets mis en œuvre à Ferarre. Il dessine ou fait dessiner des plans ou des projets de façades d'églises, ordonne toutes le modifications et visite les chantiers en cours. Son ingénieur Ducal, Biagio Rossetti, semble avoir été réduit au simple rôle de maître d'œuvre. Il a la volonté de faire de sa ville, cité active et importante, la plus parfaite expression de l'architecture humaniste.
Le projet, d'inspiration classique, monumental et basé sur l’idée de perspective, reprend le tracé des cheminements existants, y ajoute de nouvelles voies de circulation, dispose des espaces publics gigantesques et crée deux axes principaux qui divisent le nouveau Ferrare en quatre quartiers. Il frappe ses contemporains par son ampleur et sa modernité, avec ses quartiers immenses et réguliers, ordonnés par un réseau de rues larges et rectilignes. Elles sont tracées avant la construction des édifices qui doivent respecter de strictes règles d'alignement et des dimensions standardisées. Quelques ruptures permettant de mettre en valeur les demeures aristocratiques comme le Palazzo dei Diamanti dont les 8 500 bossages sont légèrement déviés pour ménager un effet de perspective. Le nouveau quartier est centré autour d'une immense place rectangulaire de 200 mètres sur 100, destinée à accueillir les fêtes et les parades, la Piazza nuova.
La via degli Angeli (aujourd'hui Corso Ercole d’Este), allant du Castello San Michele jusqu'à la porte sud, constitue l'axe porteur de l'expansion herculéenne : c'est le long de cette avenue que s'édifient, à partir de janvier 1493, les plus beaux palais de la cité, tel le Palazzo dei Diamanti dessiné par Biagio Rossetti lui-même pour le frère d'Ercole, Sigismondo. Le programme comporte également l'érection de nombreux logements modestes (les casette) à un ou deux niveaux qui sont ensuite vendus, loués ou donnés, parfois à des serviteurs, parfois à des artisans, y compris, en grand nombre, ceux employés au chantier de l'Addizione.
Le duc encourage les membres de sa cour à y construire des palais. S'élèvent également de nombreux couvents et les établissements religieux existants sur le site sont systématiquement restaurés, voire reconstruits: douze nouvelles églises y sont fondées.
L'opération est également l'occasion de traiter des sujets en suspens qui touchent la ville médiévale. Des églises sont transférées du centre vers l'Addizione, d'autres, entrées en déshérence, sont rasées. Un édifice, appelé Studio cittadino, est ainsi édifié pour rassembler des lieux d'enseignement de l'Université jusqu'alors dispersés à travers la ville. Le quartier de la prostitution, situé autour de l'auberge à l'enseigne du Gambero, est ainsi transféré au nord du nouveau périmètre, malgré les cris d'orfraie des Ferrarais qui voient cette activité peu reluisante s'installer dans leur voisinage.
La famille d'Este, quant à elle, se taille la part du lion : à la fin du XVe siècle, elle dispose, en ville, de plus de quinze résidences. Le duc habite principalement au Castelnuovo, mais réside aussi occasionnellement à Belfiore ; Alphonse dans le vieux palais familial face à la cathédrale, sa femme et ses beaux-parents au Castelvecchio, puis dans le nouveau palais de via San Francesco ; Hippolyte au palazzo della Certosa ; Sigismond, frère préféré du duc, à San Michele, tandis que son fils Hercule (en attendant l'inauguration du palazzo dei Diamanti) loge dans un palais de la via San Pietro ; enfin, les frères bâtards du duc résident dans les palais situés entre la via Grande et le Borgo del Leone, tandis que Schifanoia est dévolu aux visiteurs de passage. Dans la via degli Angeli Hercule fait édifier un palais pour Sigismond Cantelmo da Trani et un autre pour Jules, ainsi qu'une ou deux autres résidences de prestige sur la rive sud du Pô, pour y accueillir les ambassadeurs étrangers.
Cette opération d'urbanisme, alors unique en Europe, ne va pas sans susciter convoitises, jalousies, spéculations, spoliations et conflits d'intérêts. Elle a également un coût démesuré pour les ressources de la ville et du duché : les expropriations se multiplient, les impôts augmentent, les taxes perçues à l'octroi s'envolent. L'extension urbaine pèche, de plus, en bien des points et constitue davantage un lieu de représentation qu'un lieu de vie : les habitations ne possèdent pas de commerce au rez-de-chaussée, aucun marché ne vient ponctuer les nouveaux espaces urbains.
En 1496, un tremblement de terre vient encore compliquer la situation. Malgré son faste apparent, la cour de Ferrare est dans une situation économique précaire et, la révolte populaire éclatant avec le soutien du pape, elle est chassée de la ville, qui tombe dans l'escarcelle du Vatican.

### Interventions hors les murs

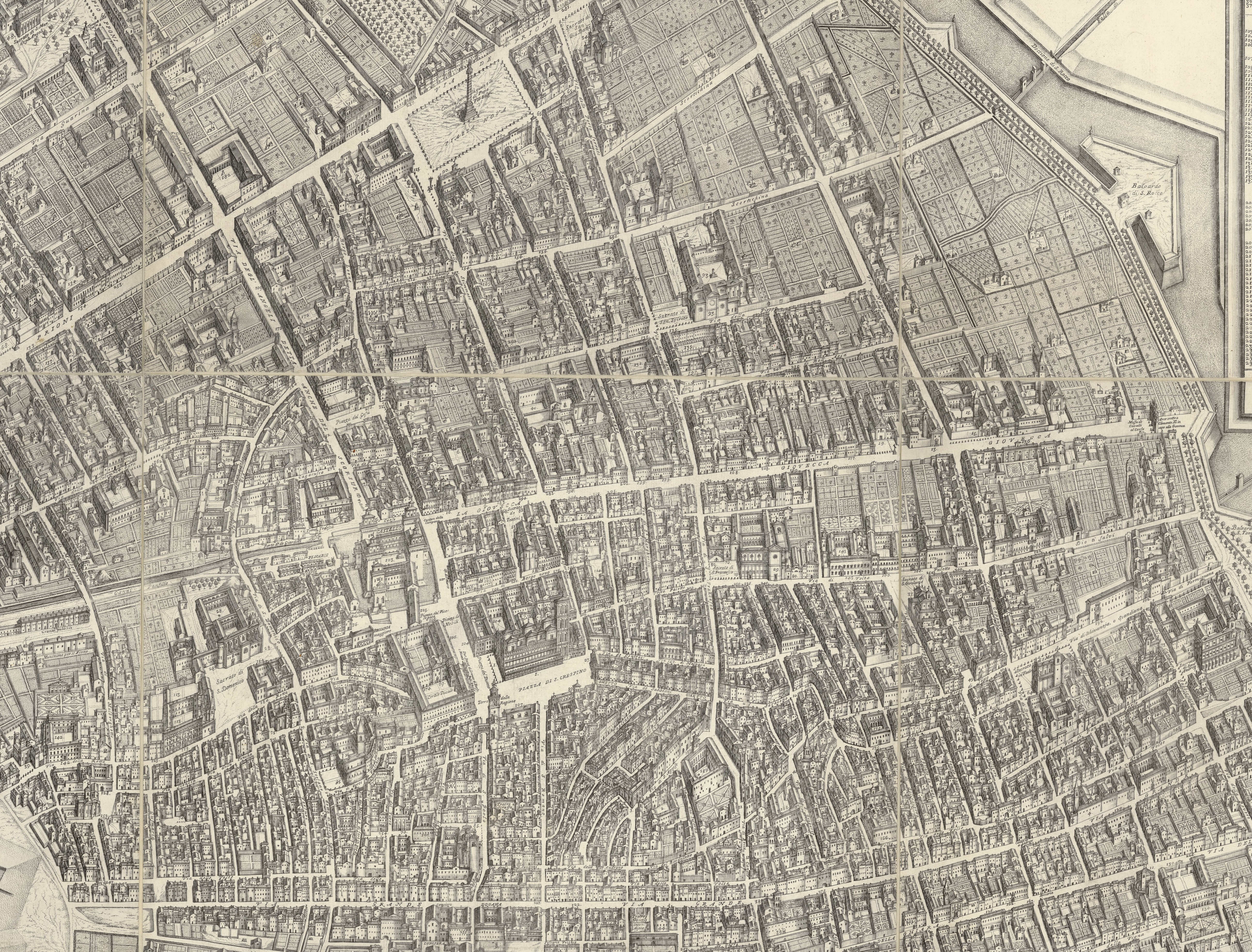
Plan de Ferrare au par.

Pendant son très long règne sur la ville et ses alentours, la famille d'Este ne s'est pas contentée pas de développer et d'embellir Ferrare. Elle a également eu un rôle fondamental dans l'aménagement des campagnes environnantes et dans la gestion hydrographique du delta du Pô : drainage d’immenses étendues marécageuses, fondation de propriétés (castalderie) agrémentées de delizie estensi (folies campagnardes et résidences nobiliaires), dérivations, canalisations, détournements, remaniements et ouverture de nouvelles voies d’eau. Le paysage ainsi créé au cours des siècles met en valeur des terres autrefois insalubres, organise le cadre d'une nouvelle production agricole et établit, avec son chapelet de résidences nobiliaires, la continuité entre cité et campagne.

### De la domination pontificale à la période contemporaine
La période de domination pontificale, de même que, plus tard, celle du rattachement au royaume d'Italie, sont pour Ferrare des périodes de déclin et d'oubli, qui expliquent en partie l'état de conservation exceptionnel du plan urbain et des édifices de la Renaissance.
À l'ordre souverain de Malte, cet « État sans territoire », le pape Léon XII accorde en 1826 un couvent et une église à Ferrare. En 1834, l'Ordre réduit à un état-major s'installe définitivement à Rome.
Au XIXe siècle, le bastion pontifical située à la pointe sud-ouest de l'enceinte est détruit pendant les événements de 1830. Au début du XXe siècle (1933), un nouveau quartier est développé sur cette emprise (le quartier Contini), selon un plan élaboré à la fin du XXe siècle par l'architecte homonyme, avec de larges avenues arborées, ainsi que des monuments et des places typiques de l'urbanisme du XIXe siècle. Le Ventennio mussolinien a également laissé des traces monumentales, avec des édifices typiques du néoclassicisme faciste des années 1930, comme le palazzo delle Poste ou celui del Fascio.
Après la Seconde Guerre mondiale, la ville, après avoir réparé les dégâts infligés au centre historique pendant le conflit, reprend son développement, avec l'apparition d'une périphérie suburbaine de qualité architecturale et habitative médiocre, comme le quartier Barco, édifié en périphérie nord dans les années 1960.
À l'intérieur même de l'Addizione Ercolea, de vastes espaces non urbanisés et laissés à l'agriculture jusqu'au milieu des années 1960 sont progressivement occupés par un pôle hospitalier, des facultés rattachées à l'université de Ferrare et des bâtiments d'habitation, dans un urbanisme confus, peu efficient et laissant encore de larges espaces vacants. Cette zone à faible densité est soumise à une forte pression immobilière et fait l'objet de nouveaux projets d'urbanisme.

## La communauté juive de Ferrare

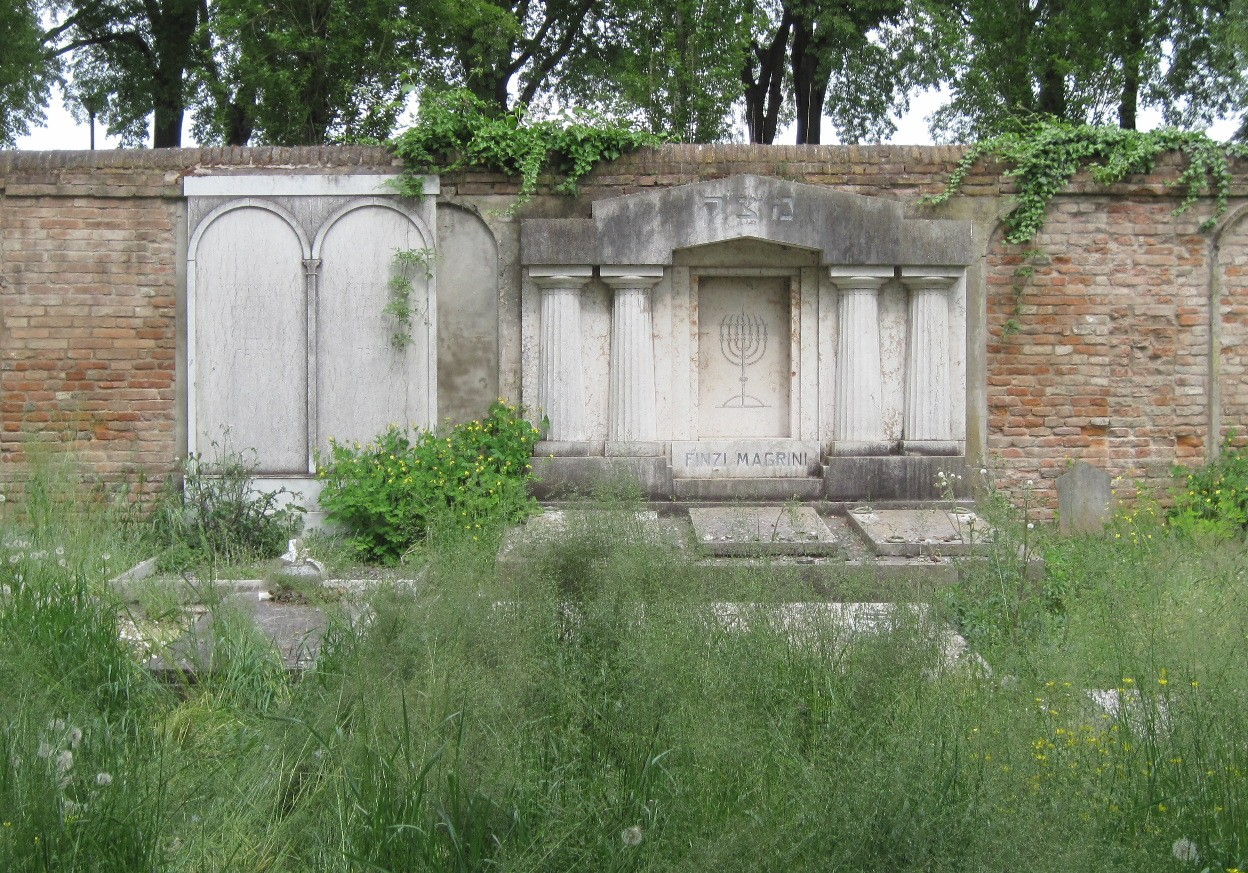
Tombe de la famille Finzi-Magrini au cimetière juif de Ferrare.

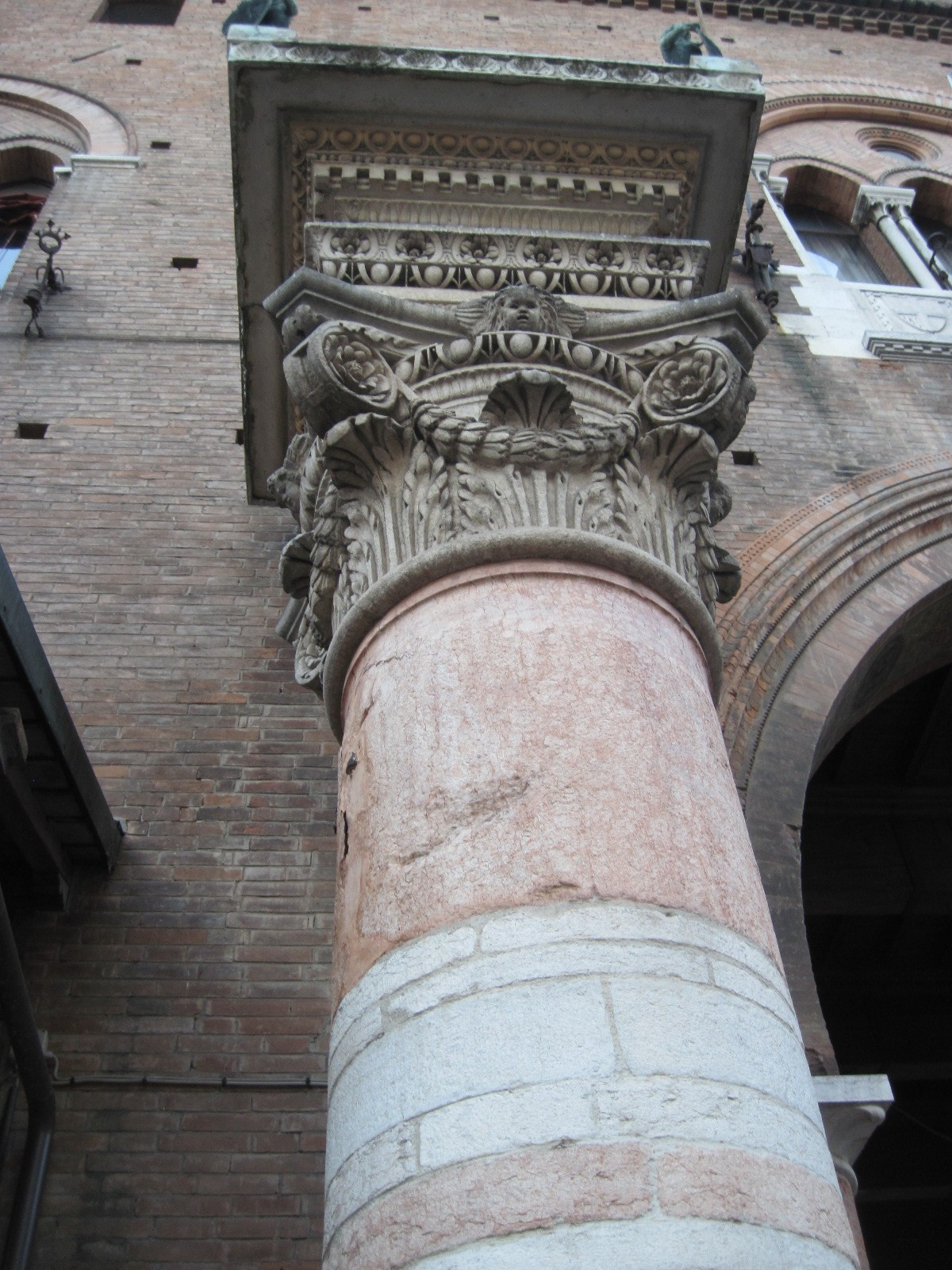
Colonne de Borso d'Este (aussi appelée colonna ebraica) reposant sur les pierres tombales blanches prélevées dans le cimetière juif de la via delle Vigne.

Un document atteste la présence juive à Ferrare dès 1227 . Les Juifs y sont reconnus par les statuts de la ville dans le dernier quart du XIIIe siècle et la production intellectuelle de la communauté est alors vivace.
Entre le XIIIe siècle et le XIVe siècle, les persécutions de l’Inquisition touchent la communauté, à travers des peines allant de la simple amende au bûcher. L’arrivée au pouvoir de la maison d’Este inaugure une période plus sereine. Le statut des prêteurs est clarifié et s’ouvre une période de bienveillance des autorités à l’égard de la communauté, dont témoigne le réseau d’agences « proto-bancaires » réparties sur le territoire. En 1481, est créée une fondation consacrée à la synagogue publique située au « banco dei Sabbioni ».
À partir du milieu du XVe siècle, la communauté hébraïque ferraraise va bénéficier de l’arrivée de plusieurs vagues de nouveaux venus, chassés de leur patrie et attirés par les conditions favorables qui leur sont faites. L’arrivée des Séfarades espagnols (1492) et portugais (1498), des Allemands (1530) (les Ashkénazes) à l’invitation de la maison d’Este, donne naissance à de nouvelles synagogues destinées aux différentes formes de culte. Cet afflux de nouveaux arrivants, qui offre à la communauté un réseau international, lui permet de prendre un nouveau départ matériel et spirituel. Nombre de marranes reprennent là l’exercice de leur culte. Un décret promulgué par Hercule II en 1555 (et confirmé par Alphonse II) invite les « Espagnols et les Portugais de souche juive », incluant les crypto-juifs et les marranes, à rejoindre Ferrare. Arrivent également à Ferrare des Juifs d’Europe centrale et des familles ayant dû quitter Bologne (1556), Milan et Naples (1598).
Si les premiers Juifs de Ferrare sont essentiellement prêteurs sur gages ou usuriers, ils ne se limitent pas longtemps à ces deux professions. La première les mettant en possession de nombreux vêtements (laissés en gage), ils exercent souvent le métier de fripiers (les strazzaroli), dont ils investissent à grand peine la corporation. Les autorités doivent confirmer, à cet égard, un certain nombre de dispositions spécifiques destinées à améliorer leurs relations avec leur confrères chrétiens. D’autres se mêlent, pour les mêmes raisons, de bijouterie, toujours à partir d’objet gagés. Et les générations suivantes passent doucement de la corporation des fripiers à celle des drapiers, puis à celle des soyeux, ou de celle des bijoutiers à celle des orfèvres, toujours sous le regard suspicieux et chicaneur de leurs confrères chrétiens. D’autres jurandes, comme celle des fruitiers excluront toujours les Hébreux, sauf en qualité d’employés. Enfin, plusieurs Juifs exercent à Ferrare la médecine et la chirurgie.
Au XVe siècle, une nouvelle activité vient enrichir le savoir-faire de la communauté juive de Ferrare, avec l’implantation d’une forte activité d’imprimerie. Vers 1460, la communauté accueille ainsi Abraham ben Hayyim dei Tintori, un imprimeur de Pesaro. Il publie le Perush Iyov de Levi ben Gerson, (1477), le Tur Yoreh Deah de Yaaqov ben Asher (1477), le Pentateuque, les Prophètes et les Hagiographes (1488). C’est à cette époque (1553) que paraît à Ferrare la Biblia española, destinée aux marranes qui cherchent, après des décennies de pratiques clandestines, un guide religieux en langue vernaculaire.
Les Juifs sont reconnus par les autorités : ils sont autorisés à arbitrer les conflits à l’intérieur de leur communauté (sauf en cas de meurtre), à gérer leurs lieux de cultes, à en exclure les indésirables, à infliger des amendes à leurs membres. Tout n’est cependant pas idyllique et des régressions ponctuent cette période de bienveillance . En 1394, le chapitre 68 du livre IV du Liber Statutorum et Provisionum ad Maleficia deputati, reprenant les dispositions de 1287 (Statuta Ferrariae) interdit aux Juifs de sortir le vendredi et le samedi saints sous peine de 10 livres ferraraises, à partager entre la Commune et le dénonciateur. Le port de la rouelle est épisodiquement réactivé et la ville met les Talmuds au bûcher en 1533. L’accès aux corporations reste longtemps limité et souvent contentieux. Seuls quelques privilégiés peuvent accéder à la citoyenneté ferraraise (et donc à la propriété) et échapper aux restrictions imposées à leurs coreligionnaires, comme le port de signes distinctifs, l’interdiction de porter une arme, d’aménager un lieu de prière, etc.
En 1598, la mort d’Alphonse II D’Este marque la rupture entre la Ferrare éclairée et la férule papale. L’imprimerie décline. Les libertés concédées aux Juifs sont rapidement réduites. En 1602, commence la spoliation des biens et les impositions ciblées ayant cours dans le reste des domaines pontificaux. En 1624, c’est la création du ghetto, réalisé en trois ans, avec le transfert forcé de centaines de familles vers un quartier choisi et aménagé à cet effet. En 1630, un recensement y décompte 1 720 personnes. Chaque culte n’a droit qu’à une seule synagogue et les funérailles publiques sont interdites. En 1629, les médecins juifs se voient interdire d’assister des malades chrétiens. Les nourrices et les serviteurs chrétiens ne peuvent plus se mettre au service de familles juives. En 1679, le cardinal Pio décrète qu’un tiers des hommes de la communauté devra, chaque samedi, assister aux prêches de conversion délivrés dans la chapelle ducale.
En 1703, il ne reste plus à Ferrare que 328 familles juives et la situation économique de la communauté est au plus bas. Aux XVIIe siècle et XVIIIe siècle, la communauté, qui compte alors quelque 1 500 membres, se replie sur l’étude. L’émancipation arrive à la fin du XVIIIe siècle avec les armées révolutionnaires françaises. En juin 1796, la communauté de Ferrare est la première des communautés soumises à la Papauté à être émancipée. Les Juifs s’engagent alors intensément dans la vie municipale, tant au niveau politique, que civique, qu’économique. Quand les revers de l’Histoire les mettent à nouveau sous la coupe du Vatican, la régression est d’autant plus mal vécue. Le ghetto est réinstitué et la communauté doit en payer les nouvelles portes. Les biens acquis antérieurement sont à nouveau confisqués.
Entre 1859 et 1860 tous les États pontificaux sont libérés. La communauté hébraïque de Ferrare se constitue en « Université israélite », suivant un décret du 4 juillet 1857, dit « Loi Rattazzi ». Elle devient un des phares de la renaissance judaïque italienne. En 1863, c’est à Ferrare que se tient le premier congrès des Communautés israélites italiennes. L’assimilation et l’intégration des Juifs à la vie de la cité est totale : économique, intellectuelle, politique. En 1930, l’Université devient une des 26 Communautés hébraïques métropolitaines reconnues par la loi du 30 octobre 1930, absorbant au passage la communauté de Lugo di Romagna (celle de Cento avait été absorbée en 1902).
Les lois antisémites passées par le régime mussolinien à partir de 1938 frappent de plein fouet les Juifs de Ferrare, profondément intégrés et souvent membres du parti fasciste. Certains optent rapidement pour l’exil.
En août 1938, les Juifs restés à Ferrare sont recensés, mais les autorités les surveillent de près depuis déjà bien longtemps. Le décret royal du 5 septembre 1938 commande l’expulsion de toutes les écoles de tous les ressortissants « de race juive ». Les dispositions s’appliquent à Ferrare dès le mois d’octobre, sanctionnant plus de 70 élèves du lycée Ariosto, qui doit en outre se séparer de plusieurs enseignants et de son président, Emilio Teglio. Les élèves « italiens » doivent s’abstenir d’étudier dans des livres rédigés ou édités par des Juifs.
En 1938, un collège hébraïque ouvre dans les locaux de via Vignatagliata, qui héberge depuis les années 1850 l’école élémentaire et la crèche communautaires. L’école, plus ou moins clandestine, fonctionne grâce aux bonnes volontés et les élèves se présentent en candidats libres aux examens officiels, obligés cependant à passer leurs écrits dans des salles séparées. En août 1941, le collège hébraïque de Ferrare est déclaré et autorisé, mais il doit bientôt fermer à la suite du décret du 1er décembre 1943.
À partir de 1940, l’antisémitisme du pouvoir se traduit par la création de camps de détentions vers lesquels sont acheminés de nombreux Juifs de Ferrare. Après le 8 septembre 1943 et la chute de Mussolini, la République sociale italienne, dernier avatar du régime, entreprend de les spolier systématiquement et prête activement la main au projet de déportation et d’extermination conçu par les Nazis. Le 1er décembre 1943, le responsable de la province demande au directeur de la Banque d’Italie de bloquer toutes opérations bancaires relatives aux Juifs, ce qui donne lieu à l’élaboration et à la diffusion de listes nominatives et d’inventaires de biens, dont ceux de la communauté déposés à la synagogue. Les arrestations, les assassinats et les déportations se succèdent. Les Juifs sont incarcérés dans la prison de via Piangipane, mais aussi dans la synagogue de via Mazzini et dans l’école de via Vittoria. C’est de là qu’ils sont extraits par les SS pour être envoyés au camp de Fossoli, et, de là, à Auschwitz.
Le 4 janvier 1944, la RSI ordonne la confiscation de tous les « biens hébreux » et ses représentants prennent possession de l’immeuble du 95 via Mazzini, où se trouvent alors réunis lieux de culte, bureaux, bibliothèque et archives de la communauté de Ferrare. Entre l’été et l’automne, 44, les locaux sont à plusieurs reprises envahis, saccagés, vandalisés et détroussés. Est ainsi dispersée ou détruite une partie des archives du XVIIe siècle et du XVIIIe siècle concernant le ghetto, les écoles confessionnelles, le cimetière israélite, les données relatives aux transactions et aux spoliations antérieures.

## XIXeetXXesiècles
Au XIXe siècle, la ville connait un renouveau économique fondé sur l'agriculture, qui se développe grâce aux travaux d'assainissement du delta du Pô. On cultive les céréales, le chanvre et la betterave à sucre. L'industrie reste embryonnaire et se limite à la minoterie et aux raffineries de betterave. La structure des exploitations, essentiellement latifondaires, génère une main-d'œuvre précaire très importante (les braccianti). Vivant dans des conditions très difficiles, elle s'avère perméable aux idées socialistes et s'organise progressivement en sections syndicales, se dote de maisons du peuple, de cercles ouvriers, d'une presse d'opinion et d'information, de caisses de solidarité et de structures coopératives. Pour faire valoir ses droits, le prolétariat agricole, progressivement associé à celui de l'artisanat et au tissu socialiste militant des petites cités de la plaine du Pô, n'hésite pas à recourir à la grève, voire à la violence. Cette agitation inquiète les possédants, qui entrent en réaction. La forte poussée nationaliste et interventionniste née de la guerre de Libye déchire les différentes factions, au moment où éclate la Grande guerre, qui met momentanément sous le boisseau des conflits sociaux qui réapparaîtront à peine la paix revenue.

### Première Guerre mondiale
Pendant la Première Guerre mondiale, Ferrare, bien que n'étant pas directement sur le front, est déclarée « ville en état de guerre ».
La cité héberge, depuis 1911 et la guerre de Libye, un des aérodromes les plus importants du pays. Y sont stationnés des dirigeables, des chasseurs biplans Caproni CA3 ainsi que les immenses triplans CA4, qui effectuent leurs missions sur le front jusqu'à Motta di Livenza. Le périmètre est entouré d'une vingtaine de ballons qui doivent gêner l'approche de l'ennemi.
Les missions d'observation et de bombardement partant de Ferrare, suivent le Pô di Volano jusqu'à Codigoro, puis pointent sur Pola, où se trouve alors une base aérienne autrichienne. Des missions de ravitaillement ou de propagande ont également lieu sur front du Carso, sur le Piave et sur le territoire de l'actuelle Slovénie.
L'aérodrome, qui emploie jusqu'à 400 personnes, comporte des laboratoires photographiques, des ateliers, des bureaux, des logements, un dépôt de munition, et une usine de production de gaz pour les dirigeables.
Des troupes sont stationnées en ville. Ferrare sert également de point de ralliement pour les troupes avant leur départ pour le front, de zone de repos pour les combattants, et héberge des structures sanitaires qui accueillent les blessés.
Les Ferrarais sont invités, par le comité de préparation et d'organisation civile mis en place à l'approche de la guerre, à soutenir les combattants en leur préparant des colis, en leur écrivant des lettres et en leur faisant cortège lors de leur départ pour le front. Quelques prisonniers sont internés dans les environs et employés à la voirie,.

### Seconde Guerre mondiale

#### Ferrare pendant leVentenniofasciste

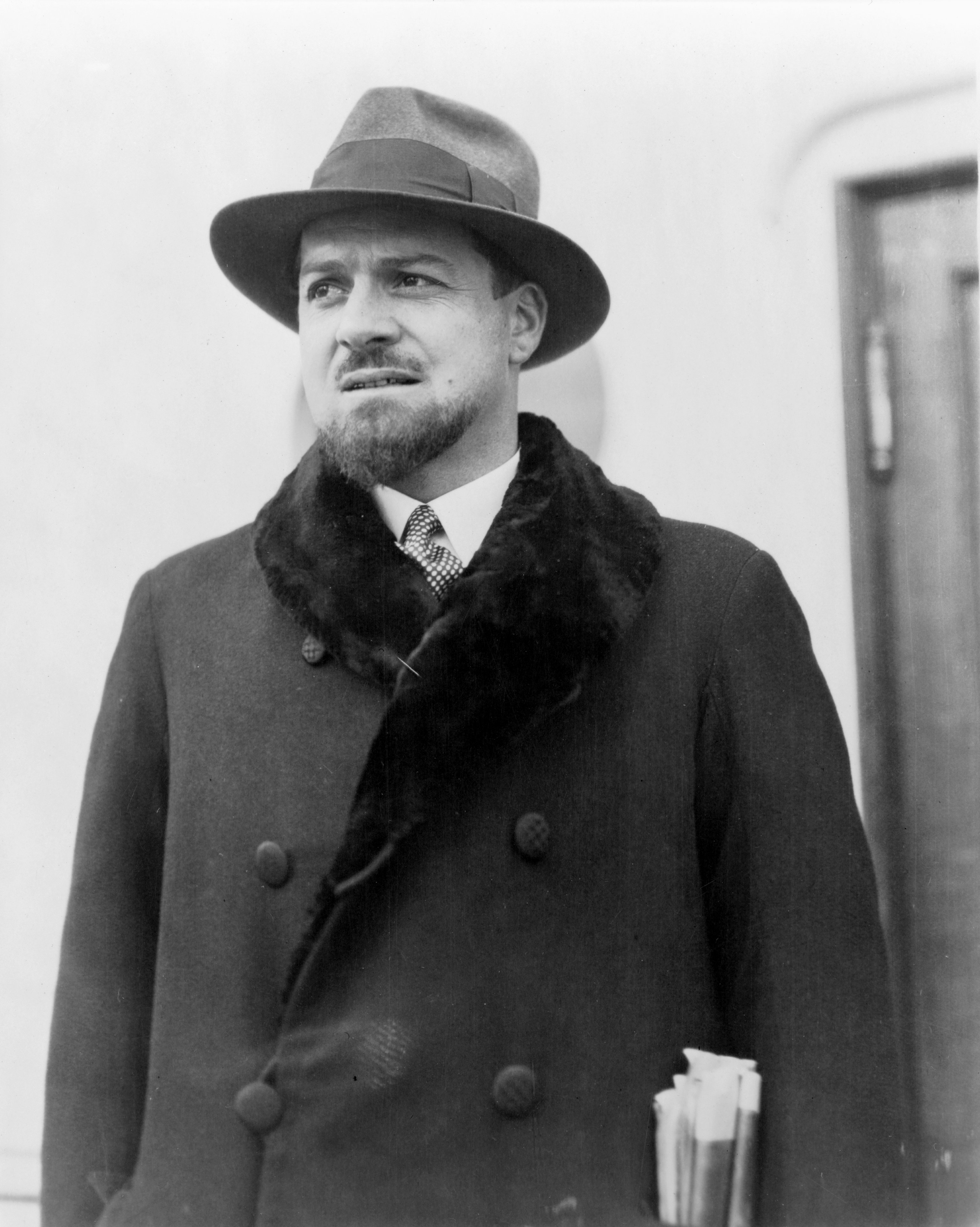
Italo Balbo, ici photographié en 1929, alors qu'il était ministre de l'Aviation. Figure charismatique et héros du régime mussolinien, il domina le fascisme ferrarais dès la naissance du mouvement.

Le fascisme prend racine à Ferrare très tôt après la naissance du mouvement et de manière massive et violente, déferlant sur une région passée depuis quelques années sous influence socialiste.
En 1921, sur une population de 160 000 individus, la classe moyenne ne représente que 5 000 personnes environ. La masse est composée de journaliers. En 1938, 40 % du revenu agricole va à 9,9 % des propriétaires (quelques dizaines, les plus importants), 52,5 % à 11,7 % (quelques centaines de propriétaires moyens) et 6,6 % à 87,4 % de petits cultivateurs. Les premiers et les seconds n’ont pas l’habitude de mettre leurs terres en fermage ou de les confier à des métayers, mais les exploitent directement en ayant recours à d’innombrables journaliers. Les petits exploitants (métayers, fermiers, colons, locataires et petits propriétaires) qui représentent environ 30 000 personnes, sont totalement inféodés aux intérêts de la classe agricole dirigeante, grands et moyens propriétaires appuyés par une finance catholique qui contrôle les grandes exploitations. Les conditions déplorables que cette minorité fait peser sur une main-d'œuvre agricole misérable favorise le développement du syndicalisme, qui finit par mobiliser les deux tiers de la population active de la province et porter aux responsabilités des dirigeants socialistes.
Ceux-ci commencent par faire pression sur les propriétaires pour les forcer à garantir aux journaliers une occupation hors saison et s’emploient à modifier, à coup de grèves, de boycottage et, parfois, de violence, les termes du marché du travail. Menacées dans leurs prérogatives et leur position sociale, la classe dirigeante et la bourgeoisie vont alors entrer en réaction et trouver, au sein du mouvement fasciste naissant, le véhicule qui va leur permettre de faire front.
La montée en puissance du parti fait alors émerger le personnage d'Italo Balbo, natif de la province, vétéran de la Grande guerre, franc-maçon, puis militant, meneur de « squadristi » et organisateur d'expéditions punitives contre les communistes et les socialistes.
Le 19 décembre 1920, les squadristi ferrarais, qui visent la chute des autorités socialistes locales et provinciales, bastonnent l’avocat socialiste Adelmo Niccolai, président de la Province, à sa sortie du palais de justice de Ferrare. La manifestation organisée par les socialistes le lendemain pour protester contre les violences, prise à partie, réplique en faisant immédiatement un mort du côté des squadristi. Cinq autres victimes décèdent dans les jours et les semaines qui suivent. L’émotion est très vive et la tension monte au sein de la population, encouragée par la faiblesse coupable — et complice — des institutions. Au soir du 30 décembre, assurés d’une impunité certaine, les fascistes rossent l’ingénieur Girolamo Savonuzzi, le séquestrent dans les locaux de l’association des propriétaires agricoles (Associazione degli agrari) et lui extorquent sa démission. Particulièrement violent, le fascisme ferrarais, qui produira, outre Balbo, de nombreux hiérarques de premier plan, parvient à s'imposer en quelques années, par la terreur et au mépris de la loi, à la tête des institutions locales et provinciales. Dans une série continue de provocations, de raids, d'humiliations et de meurtres, les fascistes, encouragés et armés par les cercles de la grande bourgeoisie terrienne, visent quotidiennement les syndicats, leurs adhérents, leurs sièges et leurs cercles sociaux, les coopératives et les bourses du travail.

#### Ambiguïtés du fascisme ferrarais
La présence à la tête de la ville, de 1926 à 1938, d'un podestat juif et fasciste, Renzo Ravenna, illustre toute l'ambiguïté du régime, de sa naissance jusqu'aux lois scélérates. Issu d'une famille juive de premier plan, ami d'enfance d'Italo Balbo, vétéran — comme lui — de la Grande Guerre, Ravenna arrive par hasard à Ferrare, en octobre 1918, la ville ayant alors été choisie par l'état-major pour y rassembler tous les soldats italiens de confession juive qui souhaitaient célébrer ensemble la fête de Kippour. Nationaliste fervent, il adhère au fascisme et il est porté, de par sa personnalité et ses talents d'organisateur, à la tête de la cité. Extrêmement populaire, il résiste aux tentatives de limogeage jusqu'à ce que sa situation devienne intenable. Il reste à Ferrare jusqu'au 8 septembre 1943, puis se réfugie en Suisse avec sa famille lorsque la chasse aux Juifs commence à s'organiser.

#### Ferrare sous les bombes
Le 29 décembre 1943, Ferrare, habituée aux alertes, entend résonner les sirènes à 10 heures du matin. Une petite partie de la population se réfugie dans les abris et le bombardement, commencé vers 13 heures, dure une heure et demie. Les équipages alliés visent la gare, la ligne de chemin de fer, la zone industrielle et les équipements situés sur le Pô, à Pontelagoscuro. Mais c'est le centre-ville qui est touché. On relève 312 morts. 1 425 édifices sont détruits et 905 endommagés (sur 5 730), soit un pourcentage de 40,66 %, représentant plus de 40 % des logements disponibles. Ce n'est que le premier bombardement anglo-américain d'une longue série, qui va faire, au cours des mois suivants, 1 071 victimes civiles,,. Après le conflit, on demandera aux détenus de la prison de via Piangipane de dégager et de neutraliser les bombes inexplosées.
Le 24 avril 1945, la ville est libérée par des unités du 5e corps de la VIIIe armée britannique.

### Période contemporaine
Au XXe siècle, la redécouverte du patrimoine historique, architectural, culturel et artistique abouti à l'inclusion de la ville dans la liste du Patrimoine mondial de l'Unesco en 1995.
La ville de Ferrare fait partie des villes titulaires de la valeur Militaire pour la Guerre de Libération, et a reçu la Médaille d'Argent à la valeur Militaire pour les sacrifices de sa population et ses activités dans la résistance au cours de la Seconde Guerre mondiale.